# Baltic Ace
Le Baltic Ace était un navire transporteur de véhicules de 148 mètres battant pavillon des Bahamas. Il a sombré en mer du Nord le 5 décembre 2012 au large des Pays-Bas.

## Naufrage

### Présentation des navires concernés
Le Baltic Ace était un transporteur de véhicules de 148 mètres battant pavillon des Bahamas. Lors de l'accident, il avait à son bord 24 membres d'équipage.
Le Corvus J est un porte-conteneurs battant pavillon chypriote.

### Circonstances de l'accident
Le Baltic Ace avait quitté le port de Zeebruges en Belgique avec à son bord une cargaison de 1 417 voitures neuves pour se rendre au port de Kotka en Finlande. Il était affrété par la compagnie maritime UECC (United European Car Carriers) d'Oslo.
Le Corvus J, transportant des conteneurs, venait de Grangemouth en Écosse et se dirigeait vers Anvers.
Les deux navires sont entrés en collision à hauteur de Goeree-Overflakkee à 65 km de la côte de Zélande. Le Baltic Ace a coulé rapidement après la collision.
L'endroit où s'est produite la collision est une importante voie de navigation maritime en mer du Nord au large du port de Rotterdam.
Treize marins ont pu être secourus par les garde-côtes, quatre marins sont morts et sept sont portés disparus. Des treize survivants, quatre ont été hospitalisés à Rotterdam, sept ont été emmenés par hélicoptère vers des hôpitaux d'Ostende et de Furnes en Belgique, deux ont été soignés à bord du navire qui les avait recueillis.
Les opérations de secours ont été menées conjointement par les secouristes néerlandais et belges et étaient composés de trois hélicoptères, dont deux Sea King belges, et d'un avion de recherche. Bien qu'il fût endommagé, le Corvus J a participé aux opérations de sauvetage. Le lendemain de l'accident, deux hélicoptères et un avion survolaient la zone à la recherche d'éventuels survivants. Des navires de sauvetage de la marine néerlandaise (KNRM) sillonnaient la zone.

## Sources
- (nl) Elsevier - 6 décembre 2012 - Zoektocht op Noordzee hervat : kans op overlevenden nihil
- La Dernière Heure - 6 décembre 2012 - Collision en mer du Nord  le cargo Baltic Ace transportait plus de 1400 voitures neuves
- (nl) Nu - 6 décembre 2012 - Nog zeven vermisten na botsing Noordzee (Encore sept disparus après une collision en mer du Nord)
- - Le Soir - 6 décembre 2012 - Naufrage en mer du Nord : on recherche 7 marins